# 氦-5
氦-5，是氦的同位素之一，元素符號為5He。它的原子核由二顆質子和三顆中子所組成。並帶有放射性，會放出中子，其半衰期為7.6×10−22秒。

## 引用數據
- ， 其中半衰期為0.6 MeV是错误的，因为MeV是能量单位，不是时间单位。